# Pineforest Crunch
Pineforest Crunch är en svensk pop/rockgrupp med ursprung i Solna. Gruppen bildades 1993 och albumdebuterade 1996 med Make Believe. Även om albumet gavs ut på det stora skivbolaget Polar Music blev de redan från början karakteriserade som ett indiepopband i de flesta samtida recensionerna.
Bandets hitlåt under året 1996 var Cup Noodle Song, en lättsam indiepoplåt på temat vänskap och romantik.

## Medlemmar
- Åsa Söderström (sång)
- Olle Söderström (sång, gitarr)
- Mats Lundgren (elbas)
- Jonas Petterson (gitarr)
- Mattias Olsson (trummor)

## Diskografi
- Make Believe (1996)
- Cup Noodle Song (1996)
- Water Garden (1997)
- Shangrila (1997) (modifierad, internationell version av Water Garden)
- Panamarenko (2002)